# Channing Pollock (ilusionista)
Channing Pollock (Sacramento, California, Estados Unidos, 16 de agosto de 1926 - Las Vegas, Nevada, Estados Unidos, 18 de marzo de 2006) fue un mago ilusionista y actor. Antes de convertirse en actor llegó a ser nombrado como uno de los más elegantes y sofisticados magos del mundo. Fue muy conocido por un truco de ilusionismo en el cual hacía aparecer varias palomas del aire.
El maestro ilusionista David Copperfield en referencia a Pollock cuando estaba vestido de frac decía que era como el James Bond de la magia, y quien inspiró a toda una generación de ilusionistas.

## Historia
Como uno de los más carismáticos y sofisticados practicantes del arte del ilusionismo, con su sorprendente elegancia y enigmática presencia en el escenario, fue muy conocido por su espectáculo con palomas, a las que hacía aparecer del aire y de los pañuelos y se convirtió en uno de los pioneros de esta modalidad.
Se interesó por primera vez por la magia a la edad de 21 años, y decidió estudiar en la Escuela de Magia Chávez, donde se graduó en 1952. Comenzó a hacer actuaciones en clubes nocturnos, en las que destacaba por su elegancia, seriedad y pulcritud. Su carrera recibió un gran impulso en 1954 cuando se presenta en The Ed Sullivan Show, donde realizó su espectáculo sin pronunciar ni una sola palabra.
Como profesional del ilusionismo actuó en diferentes lugares por todo el mundo incluyendo el London Palladium y el cabaret Venues. Hizo funciones especiales para el presidente Dwight D. Eisenhower, para la reina Isabel II y como acto central en la boda del príncipe Rainiero y Grace Kelly. En el pico de su carrera era uno de los artistas mejor remunerados de América.
A principios de los años 1960 inició una carrera como actor, principalmente en Italia y Francia.